# Plan de sauvetage bancaire du Royaume-Uni en 2008

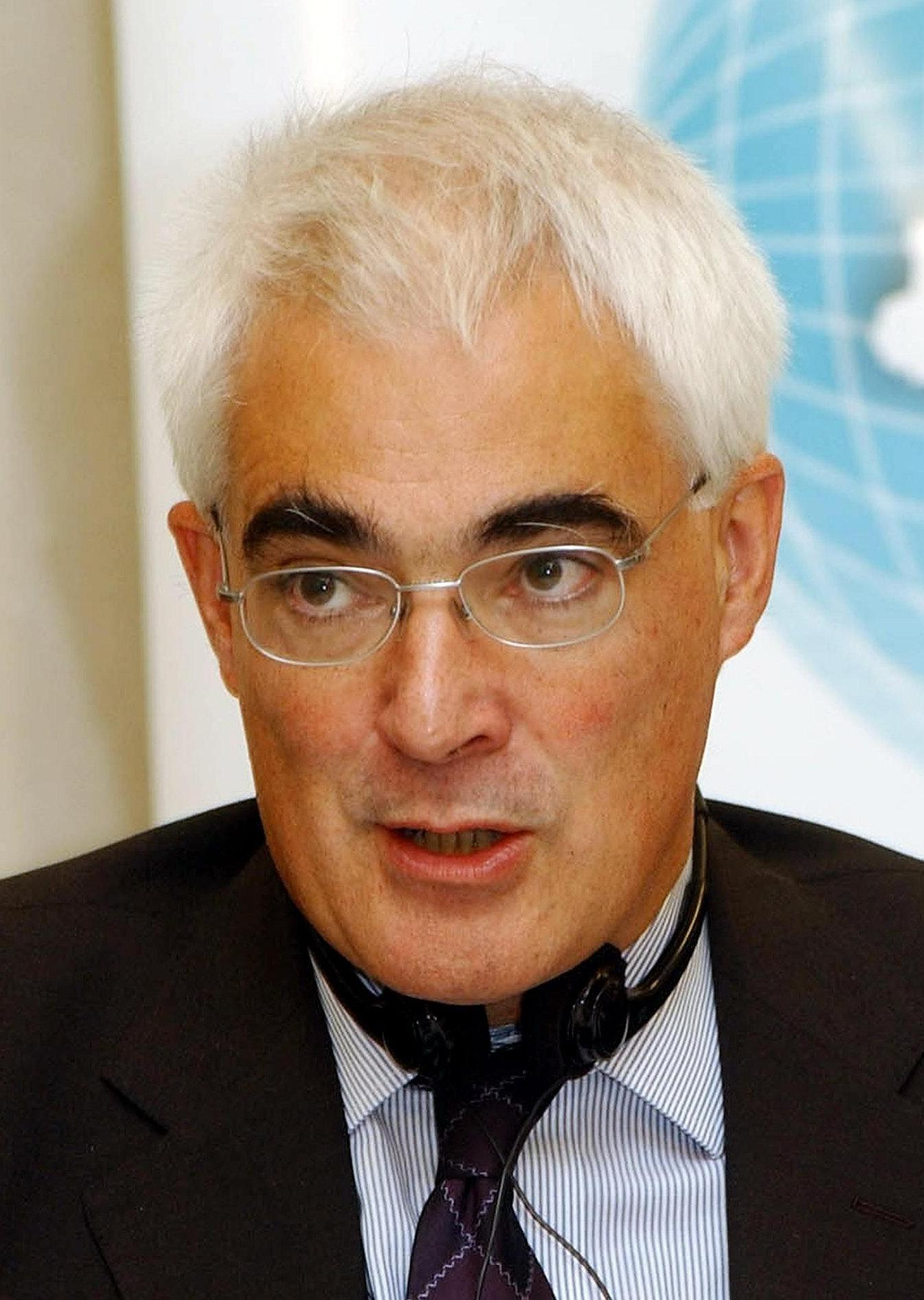
Alistair Darling, Chancelier de l'Échiquier.

Le plan de sauvetage bancaire du Royaume-Uni, annoncé le 8 octobre 2008 par le gouvernement britannique en réponse à la crise économique de 2008-2009, comprend une enveloppe budgétaire totalisant 500 milliards £ (environ 850 milliards USD). L'annonce de ce plan faisait suite à deux semaines de grande volatilité sur les marchés boursiers à la fin de septembre et au début d'octobre 2008, provoquant de grandes inquiétudes à propos de la solidité du système bancaire britannique. Le plan a pour but de ramener la sérénité dans le marché tout en solidifiant le marché bancaire britannique.

## Histoire
L'annonce est survenue moins de 48 heures après que le principal indice boursier britannique, le FTSE 100, soit descendu en une seule journée d'un niveau jamais vu depuis 1987, c'est-à-dire le 28 octobre 2008. Les détails du plan de sauvetage avaient été travaillés dans la nuit et finalisés vers 5h00 du matin. Un plan de sauvetage semblable avait été présenté et adopté aux États-Unis la semaine précédente, le Plan Paulson.
Le 19 janvier 2009, le gouvernement britannique a décidé d'intervenir à nouveau dans le marché bancaire britannique,, il : 
- prolongera des garanties sur des dettes de qualité émises par les banques,
- achètera peut-être jusqu'à 50 milliards £ d'actifs de qualité élevée et,
- si le besoin se fait sentir, garantira des actifs bancaires qui ont une valeur certaine mais qui sont difficiles à évaluer dans le marché courant.

De fait, en créant un Fonds de recapitalisation bancaire (Bank Recapitalisation Fund) permettant aux banques qui le souhaitaient d'obtenir de l'argent frais en échange d'actions, le plan équivalait à une nationalisation partielle de plusieurs des plus grosses du banques. Parmi celles, en particulier, la Royal Bank of Scotland, qui obtint 20 milliards de livres du fonds, et le Lloyds Banking Group (qui détenait un quart des comptes courants du pays), qui obtint 17 milliards.